# Starunia
Starunia (ukr. Старуня) – wieś na Ukrainie, w obwodzie iwanofrankiwskim, w rejonie bohorodczańskim.
Wieś liczy 1921 mieszkańców. 
Wspomniana po raz pierwszy w dokumencie o nadaniu wsi Dragomirowi przez księcia opolskiego w 1378 roku. Prywatna wieś szlachecka prawa wołoskiego, położona była w ziemi halickiej województwa ruskiego. 
W II Rzeczypospolitej miejscowość była siedzibą gminy wiejskiej Starunia w powiecie nadwórniańskim województwa stanisławowskiego.
Na początku XX w. uruchomiono w Staruni kilka kopalń ozokerytu. W październiku 1907 na obszarze działającej w Staruni kopalni wosku ziemnego (założonej przez Niemca, Kampego, z Hamburga) odkryto szkielet zwierzęcia. W 1929 odkryto w pokładach wosku ziemnego (ozokerytu) zachowanego niemal w całości nosorożca włochatego, to unikatowe, jedyne tego typu znalezisko na świecie jest obecnie przechowywane w Krakowskim Muzeum Przyrodniczym. Ogółem w okresie od 1907 do 1932 na terenie wsi znaleziono pozostałości czterech nosorożców i jednego mamuta. Mamut, oraz pierwszy znaleziony nosorożec włochaty po II wojnie światowej wraz z innymi bezcennymi trofeami muzeum zostały zagrabione i pozostały we Lwowie w dawnym polskim Muzeum Przyrodniczym im. Dzieduszyckich (gdzie pierwotnie zostały złożone), znajdują się tam do dziś (mamut jako główny eksponat).
W Staruni urodził się Omelan Hordynski (ur. 30 sierpnia 1891, zm. w kwietniu–maju 1940) – ukraiński działacz społeczny i polityczny, adwokat, senator V kadencji z województwa stanisławowskiego, członek Ukraińskiej Reprezentacji Parlamentarnej, ofiara zbrodni katyńskiej.
W czasie okupacji niemieckiej mieszkające tutaj ukraińskie rodziny Bereżnyckich i Łukawskich ukrywały Żydów. W 1994 roku Instytut Jad Waszem uhonorował za to tytułami Sprawiedliwych wśród Narodów Świata Jasia i Ołenę Bereżnyckich oraz Mariję Łukawską i jej syna Juzefa.
27 lipca 1944 zdobyta przez wojska radzieckie 1 Frontu Ukraińskiego.